# Queimada (film)
Queimada (engelska: Burn!) är en italiensk dramafilm från 1969. Filmen är regisserad av Gillo Pontecorvo med Marlon Brando och Evaristo Márquez i huvudrollerna. 

## Handling
Filmen handlar om hur den brittiske regeringsagenten William Walker (Brando) år 1844 manipulerar fram en slavrevolt mot portugiserna, som behärskar en fiktiv karibisk ö. När portugiserna väl är störtade förmår han upprorsmännen att lägga ned vapnen och acceptera en brittiskvänlig regim, mot löfte att slaveriet på sockerplantagerna skulle avskaffas. Den nya regimen går plantageägarnas ärenden vilket efter en tid utlöser ett nytt uppror, som denna gång slås ned av brittiska trupper.